# Grand Theft Auto III
Vous lisez un « bon article » labellisé en 2009.
Grand Theft Auto III (souvent en abrégé GTA III ou GTA 3) est un jeu vidéo d'action-aventure en monde ouvert réalisé par Rockstar Games et développé par le studio DMA Design. Il est le troisième volet majeur ainsi que le cinquième jeu de la série Grand Theft Auto et se démarque des premiers épisodes par l'apparition d'un moteur 3D. Il est commercialisé en octobre 2001 sur PlayStation 2, en mai 2002 sur PC, en novembre 2003 sur Xbox, en 2010 sur OS X, en 2011 sur mobiles iOS et Android, puis en 2012 sur PlayStation 3 (PlayStation Network).
Le jeu simule la vie d'un criminel se déplaçant librement dans la ville de Liberty City. Le joueur a la possibilité de choisir entre plusieurs missions, ou peut se contenter de se promener dans la ville. L'histoire en elle-même ne représente qu'une partie du jeu, qui ne se termine jamais réellement. Les premiers épisodes de la série, qui proposaient une vue de dessus, n'ont pas eu le même impact que GTA III qui a été un succès dès sa sortie, devenant même l'un des jeux les plus vendus de 2001. La violence et le sexe présents dans le jeu ont été sources de polémiques et ont mené à des problèmes judiciaires.

## Trame

### Personnages
- Claude Speed[Note 2] : personnage incarné par le joueur, on ne sait pas grand-chose sur lui, à part qu'il vivait à San Fierro, l'une des trois villes de GTA San Andreas. Le personnage est muet.
- Luigi Goterelli : il fait partie de la mafia de Salvatore Leone, et donne au joueur ses premières missions. Il est le patron du club de nuit Sex Club 7. Luigi est doublé par Joe Pantoliano.
- Salvatore Leone : le chef de sa propre famille mafieuse, les Leone. Il a une grande influence à Portland. Claude est amené à travailler pour lui puis à l'assassiner. Salvatore est doublé par Frank Vincent.
- Joey Leone : le fils de Salvatore, a travaillé avec Carl Johnson quand il était encore à Liberty City. Il est garagiste à Trenton et livre une guerre sans merci à la famille Forelli. Il sort avec Misty, une prostituée travaillant pour Luigi. Joey est doublé par Michael Rapaport.
- Toni Cipriani : protagoniste de Grand Theft Auto: Liberty City Stories, il fait partie de la mafia de Salvatore et donne quelques missions à Claude. Il est impliqué dans une guerre avec les Triades et doit subir la pression constante de sa mère qui ne le considère pas comme un homme. Il est doublé par Michael Madsen.
- 8-Ball : un expert en explosifs en tous genres. Il était dans le même convoi que Claude et s'est évadé avec lui : c'est lui qui lui a présenté Luigi et lui a fourni une planque. Le rappeur Guru lui prête sa voix.
- Asuka et Kenji Kasen : chefs de la famille Yakuza, qui ont une grande influence sur Staunton Island. Kenji possède un casino, et est assassiné par Claude pour le compte de Donald Love. Asuka, amie de Maria, est tuée par Catalina à la fin du jeu. Asuka est doublée par Liana Pai et Kenji par Les Mau.
- Donald Love : un homme d'affaires qui a tenté plusieurs fois de devenir maire de la ville, en vain. Il possède de nombreux bâtiments, ainsi que des médias de la ville, et tente de déclencher une guerre de gangs dans la ville pour y relancer l'immobilier. Love est doublé par Kyle MacLachlan.
- Maria : la seconde épouse de Salvatore Leone. Il l'a rencontrée dans un casino de Las Venturas, et ne supporte pas ses infidélités répétées. Se faisant passer pour la petite amie de Claude, elle entraîne la mise de ce dernier sur la liste noire de la Mafia. Debi Mazar lui prête sa voix.
- Catalina : ancienne petite amie de Claude Speed, elle le trahit au début du jeu en le laissant à la police. À la tête du Cartel des Colombiens, elle tente à plusieurs reprises de tuer Claude avant de mourir durant la dernière mission du jeu. Sa voix est celle de Cynthia Farrell.
- Miguel : membre des Cartel Colombien. Il est l'ami de Catalina et de Claude avant que Catalina le trahisse. Il est à la tête des Cartels mais se fait tuer par Catalina.
- Ray Machowski : un flic malhonnête contraint de se cacher dans les toilettes d'un parc, Claude l'aide à éliminer des témoins gênants, puis à quitter la ville. Il est doublé par Robert Loggia.
- Phil : un ancien militaire. Cet homme a perdu un bras, prétendument à la guerre (en réalité, il l'a perdu en jouant avec des explosifs). Il revend des armes lourdes à Claude. Hunter Platin lui prête sa voix.

### Gangs
Liberty City est partagée entre de nombreux gangs qui se livrent une guerre sans merci. Claude est amené à travailler pour certains d'entre eux. À Portland, la famille Leone est aux prises avec les Triades de Chinatown et le gang hispanique des Diablos.
À Staunton Island, les Yakuza japonais doivent faire face à la montée en puissance des trafiquants de drogue du gang jamaïcain des Yardies et surtout du Cartel des Colombiens. Ces derniers sont également implantés à Shoreside Vale où deux gangs de rues (Hoods) se livrent une guerre sans merci : les Red Jack et les Nines. À la fin du jeu, Claude est ennemi avec la plupart des gangs de la ville (sa carrière ayant donné lieu à de nombreuses trahisons). Il n'est donc pas rare qu'il se fasse tirer dessus lors de ses pérégrinations dans les quartiers contrôlés par ces gangs.

### Environnement
Liberty City est une ville imaginaire de quatre millions d'habitants inspirée de New York. Elle est divisée en 3 parties : Portland (Island), Staunton Island et Shoreside Vale. Le joueur débute à Portland et doit finir un certain nombre de missions pour accéder à Staunton, puis à Shoreside Vale. Chaque île a son caractère propre.
Portland est la partie industrielle de la ville, bâtie autour de ses deux ports, Portland Harbor et Atlantic Quays. On y trouve plusieurs usines, ainsi que les quartiers chauds de la ville, comme le Red Light District qui abrite plusieurs clubs de strip-tease. C'est également sur cette île que se trouve Chinatown. L'île est la seule à être desservie par un métro aérien.
Staunton Island est le centre nerveux de la ville, avec ses nombreux immeubles d'affaires. Son centre est occupé par le Belleville Park (qui représente Central Park). On y trouve également des casinos et le Jefferson Street Credit Union Building, l'un des plus gros bâtiments de la ville, appartenant à Donald Love. C'est également à Staunton Island que se trouve le quartier général de la police de la ville, ainsi que celui du F.B.I.
Une grande partie de Shoreside Vale est occupée par le Francis International Airport. Cette partie de la ville est la seule à être rattachée à la terre ferme, mais la seule sortie est un tunnel en travaux qui n'ouvre jamais dans le jeu. Le quartier est coupé en deux par une rivière qui ne peut être traversée que par un pont ou par le barrage de la ville. À Shoreside Vale, on trouve également une cité de HLM occupée par les Hoods et de nombreuses villas de luxe.
Il existe aussi une ville fantôme située au nord de Shoreside Vale, accessible uniquement en Dodo (le seul avion jouable du jeu), où l'on peut apercevoir la banque braquée par le héros dans la première cinématique du jeu.

### Scénario
L'univers de GTA III s'inspire de nombreux films et séries ayant pour thème la mafia, tels que Le Parrain, L'Impasse, Les Soprano et Les Affranchis. Leslie Benzies, producteur du jeu, a déclaré que l'équipe s'était inspirée des films Casino, Bullitt et Les Guerriers de la nuit. L'histoire se déroule en 2001. Le joueur incarne un criminel sans nom et muet (on suppose néanmoins qu'il s'appelle Claude Speed) sorti de l'État de San Andreas avec sa petite amie et associée Catalina qui le double et tente de le tuer lors d'un braquage à la banque centrale de Liberty City. Remis de ses blessures, il est emmené au pénitencier fédéral de la ville dans un fourgon de la police, lorsque celui-ci est attaqué sur le pont Callahan par des membres du Cartel des Colombiens venus enlever un prisonnier. Profitant de l'attaque, Claude s'échappe à bord d'une voiture avec le dernier prisonnier, un certain 8-Ball, qui tient un atelier de mise en place de bombes dans des véhicules. 8-Ball connaît du monde à Liberty City et présente Claude à Luigi, un membre de la mafia italienne qui devient le premier contact d'une longue série avec le milieu du crime de la ville.
Tout le long du jeu, Claude, le personnage principal, ne dit pas un mot. Pour se moquer de lui ou par simple constat, Carl Johnson, le héros de San Andreas l'appelle « le muet ». De fil en aiguille, Claude se fait une réputation dans le milieu pour finir par être embauché par Salvatore Leone, le parrain d'une famille de la mafia italienne de Liberty City. Mais lorsque Leone apprend que sa deuxième femme Maria éprouve des sentiments pour son nouvel homme de main, celui-ci décide de l'éliminer illico. En fuite avec Maria, Claude entre en contact avec les Yakuzas. Après avoir assassiné Salvatore pour leur compte, il se met à travailler pour eux. Au fil des missions, il s'aperçoit que son ancienne petite amie Catalina est à la tête du Cartel colombien. La revanche approche.
Il travaille aussi avec Ray Machowski, un flic malhonnête qui lui demande d'exécuter Leon McAffrey, un ancien collègue tout aussi corrompu. Ray présente Claude à Phil Cassidy, un expert en armes qui a perdu un bras à la suite d'une explosion en 1986 à Vice City. Celui-ci fournit à Claude des armes lourdes (lance-roquettes, grenades, etc.). Il collabore ensuite avec Donald Love, un homme d'affaires ambitieux et puissant. Ce dernier lui demande de tuer Kenji, l'un des chefs des Yakuzas, en se faisant passer pour un tueur du cartel colombien (pour déclencher une guerre de gangs et relancer l'immobilier), ordre que Claude exécute, mais qui ne mène pas les Yakuzas à la ruine. Ces derniers, ne sachant pas que Kenji s'est fait tuer par Claude, lui accordent toujours leur confiance et ils continuent à exécuter leurs plans ensemble. Claude travaille aussi quelque temps pour le gang des Yardies. Mais il s'avère que ceux-ci sont liés aux Colombiens, et la dernière mission qu'ils confient à Claude se révèle être un guet-apens organisé par Catalina pour l'éliminer. Ray Machowski doit partir précipitamment et en toute discrétion car il est recherché par le gouvernement pour diverses affaires de corruption.
Claude part ensuite dans la banlieue de Shoreside Vale pour voler divers objets et les ramener à Donald Love. La situation se complique, et Donald disparaît mystérieusement. Claude continue à travailler avec Asuka (la sœur de Kenji) qui essaye de ralentir les Colombiens dans leur course pour le contrôle de la ville. Après avoir capturé Miguel, le second de Catalina, Asuka et Claude réussissent à monter quelques opérations pour affaiblir les Colombiens. Cependant, Claude finit par trouver le cadavre d'Asuka et une lettre lui demandant une rançon de 500 000 $ pour récupérer Maria. En venant remettre l'argent de la rançon, Claude est piégé par les Colombiens, mais réussit à renverser la situation, et poursuit Catalina jusqu'au barrage de Shoreside Vale. Sur place, il réussit à faire exploser l'hélicoptère dans lequel était montée Catalina. Alors que Claude et Maria remontent en haut du barrage, Maria parlant pour elle-même comme à son habitude, un coup de feu retentit, et la conversation s'interrompt.

## Système de jeu
Grand Theft Auto III hérite du mécanisme de ses deux prédécesseurs, Grand Theft Auto et Grand Theft Auto 2 tout en l'améliorant en y incluant des éléments tirés des jeux de course et des jeux de tir à la troisième personne. Le jeu s'inspire aussi de Driver 2, sorti un an avant, qui proposait aussi la possibilité d'accomplir divers objectifs, à pied ou en voiture mais sans utiliser d'arme. La série Driver est d'ailleurs parodiée à plusieurs reprises dans GTA.
Le joueur de GTA III incarne un criminel évadé qui doit se faire un nom dans la ville fictive de Liberty City. À l'instar des opus précédents, le jeu offre une grande liberté d'action au joueur qui peut se déplacer dans la ville comme il l'entend et y accomplir différentes activités. Le joueur peut se déplacer dans la ville à pied ou en voiture. À pied, il possède en plus la capacité de sprinter quelques secondes (mais ne sait toujours pas nager). Le joueur peut conduire la plupart des véhicules du jeu qui sont nombreux et basés sur des modèles réels. L'absence de moto est néanmoins déplorée par de nombreux joueurs, et cette absence est due à une programmation difficile,. De plus, l'interface de cet opus est entièrement revue. La boussole est remplacée par une mini-carte de la ville indiquant les endroits clés. Un indicateur de santé et d'armure ainsi qu'une horloge indiquant l'heure dans le jeu font aussi leur apparition.
Les actes « malveillants » (vols de voitures, meurtres de piétons, entre autres) sont possibles et même encouragés. Un indice de recherche, symbolisé par un nombre d'étoiles, indique au joueur si les forces de l'ordre le poursuivent ou non. Plus les étoiles sont nombreuses (jusqu'à six), plus les moyens mis en œuvre par la police pour l'arrêter sont importants, de la simple patrouille de police à l'envoi de militaires. Pour leur échapper, le joueur peut rouler sur des icônes « pot de vin » dispersées dans la ville (lui ôtant une étoile chacune) ou faire repeindre sa voiture dans un garage spécial. Si le joueur est tué ou arrêté, il se réveille respectivement à l'hôpital ou au commissariat où on lui prend ses armes et une partie de son argent qui est reversée en « frais d'hospitalisation » ou en « pots-de-vin ». Contrairement aux opus précédents, le joueur possède ici un nombre illimité de vies et ne peut donc jamais perdre définitivement la partie.
Le mode multijoueur des anciens GTA a été abandonné pour se centrer uniquement sur le jeu simple joueur. Néanmoins, un mod non officiel, Multi Theft Auto, permet aux joueurs de s'entretuer en ligne.

### Progression du scénario
Comme tous les GTA, GTA III propose un gameplay non linéaire. Le scénario avance au fil des missions que le joueur effectue comme il l'entend. Ces missions vont de l'escorte au meurtre en passant par la course-poursuite ou encore le déclenchement d'émeutes. De nombreuses missions annexes viennent s'ajouter aux missions principales et ne sont absolument pas obligatoires pour progresser. Chaque mission accomplie est récompensée par une somme d'argent qui augmente selon la difficulté de la mission. Ce n'est plus l'argent emmagasiné qui ouvre de nouveaux secteurs de la ville mais l'accomplissement des missions principales et donc la progression de l'histoire. En plus de cela, il est possible d'activer des missions spéciales dans certains véhicules, comme les taxis ou les ambulances, qui offrent des bonus particuliers si elles sont réussies.
Une nouveauté dans la série des GTA est l'apparition de cinématiques. Celles-ci se font en début de mission, et parfois pendant, pour donner des instructions au joueur et faire avancer l'histoire. Pendant le jeu, de nouvelles instructions ou des messages d'aides peuvent s'inscrire à l'écran. Ainsi, finir l'histoire n'est pas finir le jeu. Pour atteindre les 100 % de progression dans l'écran des statistiques, il faut également trouver certains objets et accomplir de nombreuses missions secondaires.

### Graphismes
La vue par défaut à la troisième personne est similaire à de nombreux jeux de tir à la troisième personne et de conduite mais il est possible de basculer sur d'autres modes de vue tel que le mode « cinématique » plaçant la caméra en contre-plongée. Il est même possible de reprendre la vue de dessus utilisée dans les anciens GTA, c'est d'ailleurs le dernier opus de la série sur console de salon à permettre cette fonction. La version PC permet une définition d'affichage de 1 600 par 1 200 pixels tandis que les versions sur console doivent se contenter d'une définition inférieure. Le jeu a également recours à un système de niveaux de détail qui permet d'afficher des éléments proches du joueur très détaillés, tandis que ce qui est loin de lui reste sommairement représenté, pour ne pas ralentir le jeu. Les détails apparaissent au gré des mouvements du joueur. Ceci engendre également des temps de chargement lorsque le joueur passe d'une île à l'autre.
Chaque véhicule et personnage dispose d'un corps (le châssis et la principale carrosserie des véhicules, le torse des personnages) et de parties amovibles (capot, portières, pare-chocs, ailes pour les véhicules, têtes et membres pour les piétons). Lorsqu'un véhicule subit des dommages, ses parties amovibles agissent en conséquence, s'endommageant, puis quittant le véhicule, mais le corps reste inchangé quoi qu'il advienne (jusqu'à explosion du véhicule qui se transforme alors en carcasse calcinée). Les membres des piétons pouvaient également être arrachés et leurs têtes explosées, mais cette possibilité a disparu dans la version finale du jeu. Il est cependant possible de la réactiver grâce à un code,.

### Simulation urbaine
L'environnement de GTA III est capable de reproduire et d'animer une grande ville. Les véhicules et les piétons ne jouent pas un simple rôle d'ambiance mais font partie intégrante du gameplay. Les voitures peuvent ainsi être volées ou détruites et les piétons molestés. Lorsqu'un piéton est « tué », une ambulance arrive pour le ressusciter tandis que les pompiers se chargent d'éteindre les voitures incendiées et que les policiers partent à la poursuite du coupable.
Parfois, les piétons interagissent entre eux, s'insultent ou se battent, les gangs ennemis se tirent dessus, et des accidents de voitures se produisent, tout ceci pouvant se produire sans l'intervention du joueur. Il y a même d'autres « fous du volant » sur la route. Chaque piéton a d'ailleurs sa propre intelligence artificielle et réagira différemment à vos actions. Ainsi, certains tenterons de fuir, d'autres de se défendre et d'autres resteront parfaitement impassibles. Dans le jeu, une minute équivaut à une heure. Le cycle du temps est donc aussi respecté, le jour alternant avec la nuit selon l'heure du jeu. De plus, des événements météorologiques, comme la pluie ou le brouillard, sont implémentés aléatoirement[réf. souhaitée].

### Moyens de déplacement
Le joueur peut utiliser divers véhicules pour se déplacer en ville, à commencer par les voitures. Celles-ci vont de la voiture de sport au break familial en passant par le car et le camion. Chaque gang possède également un véhicule caractéristique, version personnalisée d'un véhicule classique. Le joueur peut également utiliser des bateaux (dont une vedette de police armée de mitrailleuses) et un avion (le « Dodo »), même si celui-ci ne vole pas plus de quelques secondes sans l'utilisation d'une technique particulière. Contrairement aux jeux suivants, GTA III ne propose pas de motos. Cette absence est expliquée dans le manuel de Grand Theft Auto: Liberty City Stories, qui se déroule dans la même ville trois ans auparavant, par la présence d'un groupe de pression anti deux-roues. Le joueur peut aussi emprunter les transports en commun : un métro souterrain circule entre les différentes parties de la ville, et un métro aérien dessert différents quartiers de Portland. Le joueur peut également se déplacer à pied.

### Système de sécurité
La police fait partie du système de sécurité majeur du jeu. C'est grâce à elle que les conflits qu'occasionneront Claude Speed et ses alliés peuvent être réglés. D'autres véhicules de sécurité indépendant peuvent être associés directement à elle en cas de problème majeur. Parfois, le joueur n'aura pas seulement à se battre contre les Liberty City's Finests, mais aussi contre le SWAT, le FBI et même l'armée. Pour se débarrasser de la police, il pourra faire repeindre son véhicule dans un « Pay 'n' Spray » pour éviter de se faire reconnaître.

### Armes
Dans le jeu, les armes peuvent s'acheter dans des magasins spécialisés (dont l'offre s'élargit au fur et à mesure de la progression du joueur) ou être ramassées au cours des missions et dans certains coins de la ville ou encore être présentes à la planque du joueur après avoir trouvé un certain nombre de bonus (des paquets, éparpillés dans la ville). Lorsque le joueur conduit une voiture, seul le Micro Uzi est utilisable et ne peut tirer que latéralement. Par défaut, le joueur peut se battre à main nue et récupérer une batte de baseball dans sa planque. Il peut par la suite acheter des Colt 1911 et Micro Uzis utilisés par la plupart des gangsters, mais aussi des fusils à pompe, fusils de précision, AK-47 et grenades. Phil Cassidy peut également fournir des M16 et lance-roquettes. Le joueur peut aussi trouver en ville des cocktails Molotov et un lance-flammes.
La version PC du jeu permet une prise en main bien plus aisée des armes à feu grâce au contrôle de la souris contrairement aux versions console qui doivent viser leur cible en appuyant sur un bouton avant de tirer. Le fusil à lunette, le M16 et le lance-roquettes s'utilisent immobile, en vue à la première personne. Avec une manette, le stick directionnel joue le rôle de souris.
La critique, ou du moins la caricature de la vente des armes aux États-Unis, est un thème récurrent dans la série des Grand Theft Auto. Ainsi, les magasins de vente d'armes ont pignon sur rue et font leur publicité à la radio. Le nom d'Ammu-Nation donné aux magasins est un jeu de mots que l'on peut traduire par « le pays des armes », et l'enseigne est très proche du drapeau américain.

### Bandes sonores
Un des points les plus salués du jeu est l'existence de plusieurs stations de radio qui peuvent s'écouter lorsque le joueur se trouve dans un véhicule. Chaque radio possède son propre style musical et, si des chansons ont été écrites spécialement pour le jeu (parfois même ressorties des deux premiers GTA), d'autres sont extraites d'albums déjà existants. Chatterbox 109 est une exception puisqu'il s'agit uniquement d'une suite d'émissions (en anglais non sous-titré) où interviennent parfois des personnages du jeu.
Les radios du jeu sont :
- Head Radio : pop rock
- Double Clef FM : musique classique
- K-Jah Radio : dub
- Rise FM : trance
- Lips 106 : pop
- Game FM : hip-hop et rap
- Chatterbox 109 : radio de discussions
- MSX FM : drum and bass
- Flashback 95.6 : bande originale du film Scarface
- Radio del Mundo : musique orientale

Le programme de chaque station est entrecoupé de fausses publicités (non traduites). Les publicités renvoient souvent à des sites internet (tel que Petsovernight.com). Ceux-ci ont été créés spécialement pour le jeu et, s’ils ressemblent à de vrais sites de vente en ligne, un clic pour acheter ou commander un produit amène au site officiel du jeu. Une publicité donne même un numéro de téléphone prétendu officiel, il semble que les quelques joueurs curieux qui se sont essayés à appeler soient tombés sur un répondeur.
Avant la sortie du jeu, Rockstar a mis en ligne plusieurs sites en rapport avec le jeu. Parmi eux, on peut mentionner le site du Liberty Tree, journal de Liberty City, et celui du Love Media, le groupe de médias appartenant à Donald Love.

## Développement

Le premier logo du jeu.

Successeur de Grand Theft Auto 2, Grand Theft Auto III est le premier GTA à proposer un univers en trois dimensions. Son important succès rendit la série très populaire et cinq jeux se déroulant dans le même univers ont été réalisées. Son successeur direct est Grand Theft Auto: Vice City.

### Portages
Au cours des deux ans suivant sa sortie sur PlayStation 2, deux versions de GTA III, une sur PC et l'autre sur Xbox, ont été rendues disponibles. C'est le premier opus de la série dont la sortie sur console précède la sortie sur PC. Les suites du jeu ont d'ailleurs tendance à suivre ce schéma avec une version PC qui ne sort que sept à huit mois après la sortie sur console,,.
La version Xbox devait initialement sortir au printemps 2002 mais la sortie fut repoussée à la suite d'un accord avec Sony et Take-Two Interactive pour l'exclusivité des GTA sur PlayStation 2 jusqu'en novembre 2004. Cependant, l'accord fut modifié en 2003 et Grand Theft Auto: Double Pack, contenant GTA III et Vice City, sortit sur PS2 et Xbox en décembre 2003 (mais pas sur PC). Ce pack sortit en janvier 2004 en Europe. La version Xbox des deux jeux offre une version optimisée des sons et des graphismes. En novembre 2005, Grand Theft Auto: The Trilogy, une nouvelle compilation sort sur Xbox incluant également cette fois-ci San Andreas (non optimisé). La version PC supporte une définition d'écran plus importante et permet d'écouter ses propres Mp3s avec la radio des véhicules. On peut également personnaliser l'apparence du personnage. Elle bénéficie d'une plus grande fluidité, et d'un meilleur réalisme. De plus le jeu ayant pris du retard, Rockstar l'a amélioré ce qui fait de lui la meilleure version (avec des rampes d'escaliers, le ciel, l'eau, les plages étant plus détaillées).
Une version GameCube de GTA III devait sortir en même temps que la version Xbox mais le projet fut annulé. Les concepteurs avaient également envisagé, au début du projet, de développer le jeu sur Dreamcast, mais le projet n'a pas vu le jour car la console ne pouvait pas supporter le jeu. Pour les dix ans du jeu, Rockstar sort une adaptation iPhone et iPad. Cette dernière reprend le jeu d'origine et rencontre un large succès sur l'App Store. Une version Android sort à la même date.

### Conséquences du 11 septembre
Avant sa sortie le 22 octobre 2001, de nombreuses modifications ont été apportées à Grand Theft Auto III. Si les modifications de dernière minute sont fréquentes durant le développement d'un jeu, les changements effectués sur GTA III ont été faits peu après les attentats du 11 septembre 2001 menant les joueurs à faire le lien entre les deux événements. Si les développeurs sont restés discrets sur les types de changements, Sam Houser, le président de Rockstar Games (basé à Manhattan, lieu des attentats) a déclaré le 19 septembre 2001 que GTA III allait subir une révision et que la sortie allait être décalée de trois semaines (la date de sortie originale était le 2 octobre).
Le changement le plus évident concerne la peinture des voitures de police. Alors que les voitures actuelles du LCPD (Liberty City Police Department) affichent des couleurs semblables au LAPD (Los Angeles Police Department), noir et blanc, l'ancienne peinture, visible dans les premiers screenshots officiels, se rapprochait du NYPD (New York City Police Department) avec du bleu et des raies blanches. Le changement est apparu une semaine après le 11 septembre. Les couleurs du NYPD ont été reprises pour Grand Theft Auto: Liberty City Stories mais en utilisant du noir au lieu du bleu. Une autre modification concerne Darkel, un personnage du jeu. Mentionné dans plusieurs anciens magazines et dans des sites internet, Darkel était un révolutionnaire qui cherchait à anéantir l'économie de la ville. Une de ses missions consistait à voler un camion de crème glacée, à attirer des piétons vers lui et de le faire exploser (cette mission a finalement été octroyée à El Burro qui propose une méthode semblable pour tuer un groupe de mafieux). Il était prévu aussi que Darkel confie des missions « rodéo » (c’est-à-dire tuer le plus de monde possible en un temps donné) comme dans GTA 2. Bien que Darkel et ses missions ne soient plus présents dans le jeu, il reste cité dans les crédits du manuel et la texture de son personnage est présente dans les fichiers du programme,. Les rodéos apparaissent tout de même dans la version non censurée du jeu, accessible via un code.
Le Dodo, seul avion du jeu, interroge aussi les esprits car les ailes du véhicule sont sensiblement plus courtes que la version du Dodo qui peut être aperçue en vol autour de la ville. Bien que ce soit réalisable, il est très difficile de piloter le Dodo. Cependant, aucune modification n'a été faite, puisque le Dodo avait déjà des ailes courtes avant les attentats. Une mission consistait à l'utiliser pour atteindre une nouvelle partie de la ville, mais elle a finalement été supprimée. Un autre changement porte sur l'impossibilité de choisir certains skin de personnages en utilisant les codes de triche du jeu ainsi que la censure de certains éléments violents et choquants (comme l'arrachage de membre ou le sang) même si la version anglaise du jeu sur PlayStation 2 ou un patch sur PC permettent de rétablir ces critères. Les écoliers ont été ôtés du jeu de même que les bus scolaires.

### Distribution vocale
Plusieurs acteurs célèbres ont prêté leurs voix aux personnages du jeu. Le jeu n'existe qu'en version originale sous-titrée.
Parmi les acteurs tenant un rôle dans le jeu se trouvent des habitués des films de gangster comme Frank Vincent qui prête sa voix à Salvatore Leone, Joe Pantoliano qui tient le rôle de Luigi Goterelli ou encore Michael Madsen qui interprète Toni Cipriani. Cependant, à l'exception de Frank Vincent, la plupart des comédiens des principaux protagonistes n'ont pas prêté leur voix à leurs personnages dans les opus suivants, Michael Madsen étant remplacé dans Liberty City Stories, de même que Kyle MacLachlan, .

## Accueil

### Ventes et critiques
À sa sortie, Grand Theft Auto III connaît un gros succès, devenant le jeu vidéo le plus vendu aux États-Unis en 2001 et le deuxième jeu le mieux vendu de 2002 juste derrière son successeur, Vice City. GTA III continue à bien se vendre deux ans plus tard avec la sortie du Double Pack sur Xbox. En 2008, GTA III et ses deux successeurs, Vice City et San Andreas font toujours partie des dix meilleures ventes de jeux vidéo aux États-Unis. Les critiques de la presse sont globalement très positives. Le site Metacritic, qui agrège des tests de la presse spécialisée, donne au jeu un score moyen de 79 %. Seuls quelques problèmes mineurs relatifs aux graphismes et à la jouabilité ont été remarqués. Jugé révolutionnaire par beaucoup de magazines et de sites web comme IGN, GTA III reçoit le titre de « jeu de l'année » (« Game of the Year ») par GameSpot, GameSpy et Cheat Code Central. Il a également reçu le prix du Meilleur Jeu d'Action de 2001 par le site IGN.
GTA est un immense succès, dû à la qualité du titre mais aussi à son originalité, que ce soit dans le choix des actes réalisables (on peut très bien rouler prudemment et n'écraser personne ou bien au contraire essayer de faire un carnage, quitte à se faire poursuivre par la police et l'armée) ou dans la liberté laissée au joueur de se promener n'importe où dans la ville. Le jeu s'est écoulé à 12 millions d'exemplaires. Quelques défauts sont cependant reconnus au jeu, le plus gros étant son système de visée sur console, jugé peu fiable et assez peu maniable. Gamekult attire également l'attention sur le manuel de jeu qui, plutôt que d'expliquer les différents points du jeu, se présente sous la forme d'un guide touristique,.
Le concept innovant de GTA III lui vaut de figurer dans le top 10 des jeux vidéo les plus influents d’IGN aux côtés de Space Invaders, Tetris et Super Mario Bros.. Le site GamePro lui donne le titre de « jeu le plus important de tous les temps », déclarant « qu'aucun jeu ces vingt dernières années n'a eu autant d'importance que Grand Theft Auto III. Il a radicalement changé le lien entre le joueur et le jeu, et la façon dont on fait les jeux et dont on y joue. »

### Polémiques
En raison de sa violence extrême, même si rempli de second degré, Grand Theft Auto III a fait, comme ses prédécesseurs, un grand bruit à sa sortie et est devenu l'objet de procès et de polémiques. Il a été, et est encore, non seulement accusé d'être trop violent, mais également d'encourager la discrimination envers certaines communautés. GTA III est devenu un des emblèmes de la violence dans les jeux vidéo, souvent pris en exemple par les médias. Beaucoup d'associations de familles jugent qu'un enfant qui jouerait à ce jeu pourrait développer un comportement asocial. C'est à cause de GTA III que la chaîne de grande distribution américaine Wal-Mart a annoncé que, pour tout jeu classé « M » par l'ESRB, une carte d'identité serait demandée aux acheteurs qui sembleraient avoir moins de 17 ans.
Après sa sortie en Australie, le jeu a été interdit, pendant un temps avant d'être disponible dans une version censurée. Si Rockstar a choisi cette ligne de conduite, c'est parce que l'entreprise n'a pas soumis GTA III à l'Office of Film and Literature Classification, société chargée d'évaluer le contenu des jeux vidéo en Australie. L'estimation appropriée, « R18+ », n'étant pas disponible (le maximum étant MA15+), le jeu a été classé « Refused Classification » et interdit à la vente car estimé non convenable, même à un public entre 15 et 18 ans. L'Australie n'a toujours pas de classification « R » pour les jeux vidéo comme c'est le cas pour les films.
Aux États-Unis, l'avocat Jack Thompson, déjà connu pour ses actions contre les jeux vidéo, a déclaré que, selon ses sources policières, un adolescent de 16 ans, qui préparait une fusillade dans son école pour revivre la fusillade de Columbine, avait pour jeu favori GTA qui lui aurait servi d'entraînement. Il ajoute que des gangs se serviraient du jeu comme d'un simulateur de meurtres urbains. Le procès était encore en cours en 2004 et un procès du même type a eu lieu pour Vice City.

## Postérité

### Suites
Le succès de GTA III a donné lieu à la conception de plusieurs autres jeux basés sur le même univers, reprenant parfois les mêmes personnages. Le premier à sortir est GTA Vice City, se déroulant en 1986. On y croise certains personnages de GTA III comme Phil Cassidy et Donald Love. Vient ensuite GTA San Andreas qui se déroule en 1992. On y retrouve alors Salvatore, Maria, Catalina et surtout Claude qui y fait une courte apparition. Le joueur effectue même une mission à Liberty City.
Deux titres centrés sur la ville de GTA III sont également sortis. Initialement prévu comme un simple portage, Grand Theft Auto Advance a développé sa propre histoire qui se déroule à Liberty City environ un an avant les événements de GTA III, ainsi que son propre héros. Sur PlayStation Portable, puis sur PlayStation 2, Grand Theft Auto: Liberty City Stories se déroule également à Liberty City mais en 1998. Le joueur y incarne Toni Cipriani, l'un des employeurs de Claude, et assiste à certains événements qui contribuent à la formation de la ville telle qu'elle apparaît dans GTA III, comme la construction du pont Callahan, du tunnel Porter, mais aussi la destruction du quartier de Fort Stauton qui explique la présence d'un gigantesque chantier dans ce quartier. L'histoire se centre surtout sur les mafias de Liberty City, et l'émergence de nouveaux gangs comme les Yardies et les Diablos.
Le gameplay de ces suites reprend globalement celui de GTA III, tout en proposant progressivement des innovations. Ainsi, Vice City introduit les motos, et propose un personnage parlant (doublé par Ray Liotta). La bande originale du jeu est ce coup-ci exclusivement composée de morceaux existants et datant des années 1980 (Michael Jackson, Ozzy Osbourne) et le jeu propose plus de missions annexes que son prédécesseur, réduisant encore la linéarité du jeu. Grand Theft Auto: San Andreas introduit quant à lui de nouvelles fonctions proches d'un RPG, le personnage pouvant être amélioré au niveau de la musculature et de l'endurance, mais aussi du sex appeal et de la graisse. De nombreuses activités annexes sont proposées (jouer au billard, à des jeux vidéo, parier sur des courses hippiques), et le jeu ne propose non plus une ville mais un état entier avec ses villages, sa campagne et trois métropoles. Les deux opus suivants ayant été à l'origine développés pour la PSP avant d'être rendus disponibles sur PlayStation 2, ils ne présentent pas de nouveautés par rapport à San Andreas (on peut parfois parler de recul, pour ce qui concerne la nage et les activités secondaires par exemple), mais proposent chacun une nette avancée par rapport à leur prédécesseur se déroulant dans la même ville (Liberty City Stories propose par exemple des motos, ce qui n'est pas le cas de GTA III).
Finalement en 2008 sort GTA IV qui, s'il se déroule également à Liberty City, mais modifié, met en place un monde radicalement différent. Les personnages ne sont plus les mêmes, et les graphismes ont connu un véritable bond en avant justifié par le passage à de nouvelles consoles de jeu. Il propose à nouveau diverses activités, et permet d'établir des relations avec certains personnages du jeu. Le joueur peut ainsi inviter un ami à assister à un one man show ou à disputer une partie de bowling. Deux extensions voient ensuite le jour, ainsi qu'un épisode sur Nintendo DS nommé Grand Theft Auto: Chinatown Wars, et mettant le joueur dans la peau d'un membre des triades.

### GTA-Likes
Mais GTA III n'a pas entraîné que des suites. De nombreux jeux ont tenté, avec plus ou moins de réussite, de reprendre le concept, donnant ainsi naissance au GTA-Like. Ainsi, Take Two Interactive a édité en 2002 le jeu Mafia (développé par Illusion Softworks), reprenant le système de jeu de GTA III (vol et conduite de voitures, phases à pied et déplacement libre dans la ville), Mafia se déroule dans une ville américaine durant les années 1930. Si le jeu est plus linéaire (les missions s'enchaînent sans que le joueur puisse choisir l'ordre), la liberté de déplacement est immense durant les missions elles-mêmes. D'autres séries de GTA-Like ont existé, comme True Crime, The Getaway et Saints Row, et on rencontré des succès plus ou moins prononcés. Des adaptations de films à succès ont également vu le jour en se basant sur le gameplay de GTA III : Le Parrain et sa suite, ainsi que Scarface: The World Is Yours. Sans atteindre le succès critique et commercial de GTA, ces jeux offrent une bonne qualité,.
Enfin, Rockstar Games s'est également lancé dans la création de deux GTA-Like d'un genre nouveau avec Bully (édité sous le nom de Canis Canem Edit sur PlayStation 2) qui propose au joueur d'incarner un adolescent à problème fraîchement arrivé dans un internat difficile. Le jeu, très bien accueilli a même bénéficié d'une réédition sur Xbox 360, Wii et PC sous le nom de Bully Scolarship Edition. Il a cependant connu les mêmes déboires que son modèle et reçu les foudres de l'avocat Jack Thompson qui a demandé une vérification complète du jeu par un juge de Floride. À la suite de celle-ci, le jeu a été considéré comme acceptable pour les 15-18 ans, ce qui n'a pas empêché certaines chaînes de magasins de choisir de ne pas vendre le jeu, ne correspondant pas à leur clientèle familiale (ces mêmes magasins avaient cependant, à la même époque, commandé de nombreux exemplaires de Grand Theft Auto: Vice City Stories et de Grand Theft Auto IV). Le second GTA-like de Rockstar est une série de jeux de type western, Red Dead, dont le deuxième volet est sorti le 21 mai 2010 sous le nom de Red Dead Redemption édité sur Xbox 360 et PS3.